# Обско-угорские языки
О́бско-уго́рские языки́ — группа языков, распространенных в Западной Сибири. Языки народов ханты и манси. Входят в состав угорской подветви финно-угорских языков. В состав группы входят два языка — хантыйский и мансийский, оба невзаимопонятны с венгерским, тоже входящим в угорские языки. 
На хантыйском языке говорят около 10 000 человек в Ханты-Мансийском автономном округе и некоторых других регионах. Мансийский язык также распространён в Ханты-Мансийском АО, а также на севере и северо-востоке Свердловской области. В 2010 году им владели менее 1000 человек.

## Ареал и численность
|                             | 1719   | 1897  | 1926   | 1959  | 1970  | 1989  | 2002  | 2010         |
| --------------------------- | ------ | ----- | ------ | ----- | ----- | ----- | ----- | ------------ |
| Ханты                       | ≈16700 | —     | 22306  | 19410 | 21138 | 22521 | 28678 | 30943        |
| Владеющих хантыйским (чел.) | ≈16700 | 19663 | ≈18600 | —     | —     | 13615 | 13568 | 11439 (9584) |
| Владеющих хантыйским (%)    | 100    | 100   | 84,0   | 77,0  | —     | 60,5  | 47,3  | 37,0 (31,0)  |
|                             |        |       |        |       |       |       |       |              |
| Манси                       | ≈2000  | —     | 5754   | 6449  | 7710  | 8474  | 11432 | 12269        |
| Владеющих мансийским (чел.) | ≈2000  | 7651  | —      | —     | —     | 3140  | 2746  | 1790 (938)   |
| Владеющих мансийским (%)    | 100    | 100   | 82,7   | 59,2  | 52,4  | 37,1  | 24,0  | 14,6 (7,6)   |

## Диалекты
Хантыйский язык
- Западное (хантыйское) наречие
  -  Обдорский
  -  Приобский
  -  Прииртышский
- Восточное (кантыкское) наречие
  -  Сургутский
  -  Вах-васюганский

Мансийский язык
- -  Сосьвинский и ляпинский
  -  Кондинский

Диалекты хантыйского и мансийского языков

  -  Тавдинский, пелымский, лозьвинский (все три исчезнувшие)